# Priam
Pour les articles homonymes, voir Priam (homonymie).
Ne doit pas être confondu avec Priape.
Dans la mythologie grecque, Priam (en grec ancien Πρίαμος / Príamos) est le roi mythique de Troie au moment de la guerre de Troie. Il est fils de Laomédon et de la nymphe Strymo ou de Zeuxippe, et a pour épouse Hécube.

## Mythe
Selon le poète grec Homère, qui est le principal narrateur de la guerre de Troie, Priam a le même âge que Pélée. Apollodore indique qu'il est d'abord nommé Podarcès (Ποδάρκης / Podárkês, « pied léger ») avant d'être communément appelé Priam. À la suite de la prise de Troie par Héraclès et Télamon, il est le seul fils mâle de Laomédon à être épargné. Pour ne pas devenir esclave, il est racheté par sa sœur Hésione et prend alors le nom de Priam, qui signifie « racheté ». L'Iliade relate la destruction de Troie par Héraclès, cependant les enfants de Laomédon n’ont aucun rôle dans son récit. À l'époque de cette guerre, Laomédon envoya Priam lutter contre Héraclès ; le combat eut lieu en Phrygie : c'est de cette guerre dont parle Priam à Hélène au chant III[Information douteuse] . Plus tard dans sa vie, il fut l'allié des Phrygiens lors d'une campagnes contre les Amazones.

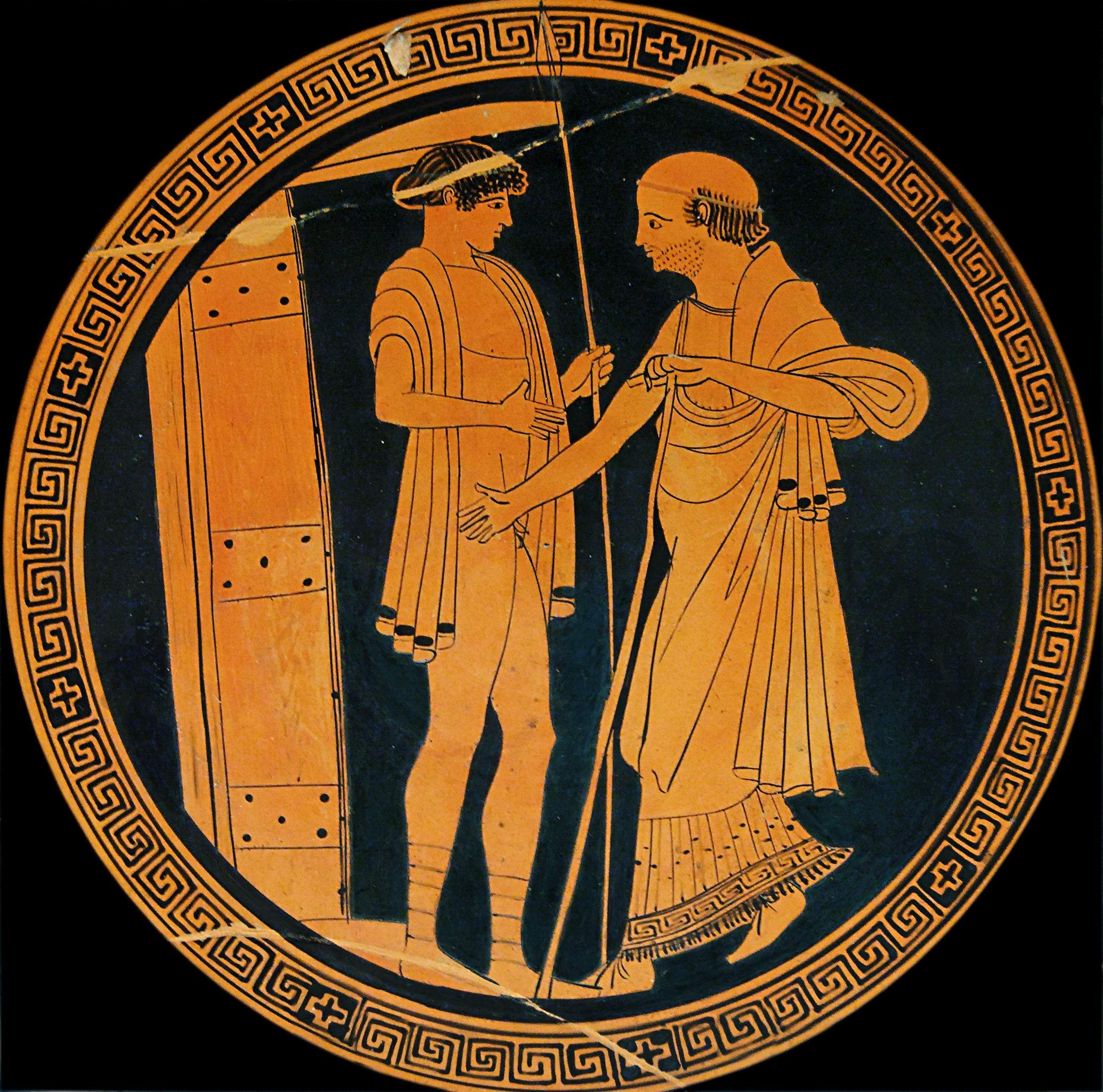
Priam (à droite) s'apprêtant à pénétrer dans la hutte d'Achille pour racheter le corps de son fils Hector ; le jeune homme à gauche est peut-être un serviteur d'Achille ou Hermès déguisé. Kylix attique à figures rouges, vers 480 av. J.-C. Proviendrait de Vulci.

Priam est dépeint dans l'Iliade comme faisant preuve d'une immense bonté et d'une justice exemplaire. Il fait partie des vieux sages qui en raison de leur âge ne font pas la guerre et l'observent depuis les portes Scées de la ville. Contrairement à ses conseillers, il refuse de faire porter à Hélène la responsabilité de la guerre et se l'arroge plutôt à lui-même. Il invite Hélène à lui présenter les chefs grecs. Priam (au côté d'Anténor) sort de la ville, qui est sûre, pour aller dans la plaine des combats, où il est appelé à cautionner le serment du sort du duel entre Alexandre et Ménélas qui cristallise entre les deux hommes la raison d'être de la guerre de Troie et le sort des Troyens et Grecs. 
Il voit mourir nombre de ses fils au cours de la guerre (voir ci-dessous) et en particulier Hector, tué par Achille. Celui-ci refusant de rendre le corps d’Hector à sa famille pour les funérailles, Priam se rend au milieu du camp des Grecs pour y supplier Achille qui par respect lui rendra le corps de son fils. La rencontre d’Achille et de Priam est l’un des passages les plus émouvants de l’Iliade. Il reconduit le corps d'Hector sur un char ; alors que Cassandre le voit en premier revenir à l'aube, il est bloqué par la foule aux portes de la ville où Andromaque et Hécube viennent pleurer et embrasser le mort. D’après Virgile, le pseudo-Apollodore et Hygin, il est tué par Néoptolème, le fils d’Achille, sur l'autel de Zeus dans son palais de Troie.

### Descendance

Antonio Canova, La mort de Priam, 1787-1792

La descendance de Priam — souvent désignée sous le terme de « Priamides », — est particulièrement nombreuse.
D'après Homère, il a cinquante fils, dont vingt-trois cités nommément, et douze filles mariées qui vivent avec lui, auxquelles il faut ajouter Cassandre et Polyxène, qui ne sont pas mariées. Dix-neuf fils sont les enfants de Priam et d'Hécube. Quant à Apollodore, il donne, lui, une liste de quarante-six garçons (ou quarante-sept selon que l’on compte ou non Troïlos qui est dit fils d’Hécube et d’Apollon) et huit filles. Hygin donne cinquante-cinq noms. Hector, Pâris, Déiphobe, Hélénos, Troïlos pour les fils, Cassandre, Polyxène pour les filles, sont parmi ses enfants les plus rencontrés dans la culture gréco-latine. Bien souvent le nom de la mère n'est malheureusement pas explicitement cité. À la lumière de la vaste descendance de Priam, on peut suggérer qu'il a eu plusieurs femmes plus ou moins reconnues ou connues des auteurs grecs, nos seules sources.
Le sort semble s'acharner à mettre fin à la dynastie de Priam avec détermination : les Grecs sont très entreprenants à mettre à mort les descendants du roi de Troie, bien qu'on ne sache pas précisément le destin de tous. Même son petit-fils, Astyanax, fils d'Hector, alors nourrisson et héritier probable du trône un jour ou l'autre, est jeté par-dessus les murailles de la ville pour y perdre la vie selon la version la plus courante. Le revers des Troyens à la guerre de Troie fait chanceler l'ordre géopolitique de la région : selon la version d'Euripide ou bien celle d'Ovide, Priam met à l'abri son dernier fils, Polydore, en gage d'espoir qu'il soit le survivant de la dynastie, et le confie ainsi au roi thrace Polymnestor, roi cupide semble-t-il, qui n'hésitera pas à passer d'ami à traître honteux en faisant massacrer à coups de lance le prince troyen et en se débarrassant vulgairement du corps dans les flots voisins,. La branche cadette de la maison de Troie, celle dirigée par Énée, semble plutôt mieux s'en sortir à croire l'Énéide.
abréviations utilisées : Bib-Pseudo-Apollodore, Bibliothèque [détail des éditions] [lire en ligne] ; Epi-Epitome- Pseudo-Apollodore, Bibliothèque [détail des éditions] [lire en ligne] ;  Ene-Virgile, Énéide [détail des éditions] [lire en ligne] ; Fab-Hygin, Fables [détail des éditions] [(la) lire en ligne] ;   Ili-Homère, Iliade [détail des éditions] [lire en ligne] ;  Met-Ovide, Métamorphoses [détail des éditions] [lire en ligne] ;  Ody-Homère, Odyssée [détail des éditions] [lire en ligne]
|             | Homère      | Apollodore         | Hygin    | Commentaires et Destin pendant la guerre de Troie |
| ----------- | ----------- | ------------------ | -------- | --- |
| Abostis     |             |                    |          | |
| Agathon     | •           | •                  | •        | |
| Antinoos    |             |                    | •        | |
| Antiphonos  | •           | • Hécube           |          | |
| Antiphos    | •           |                    |          | prisonnier d’Achille et libéré contre rançon, tué par Agamemnon (Ili., XI, 101-120) |
| Archémachos |             | •                  | •        | |
| Arétos      |             | •                  | •        | |
| Ascanios    |             | •                  | •        | |
| Astygonos   |             | •                  |          | |
| Atas        |             | •                  |          | |
| Axion       |             |                    | •        | |
| Bias        |             | •                  |          | |
| Binatès     |             |                    | •        | |
| Cébrion     | •           | •                  | •        | Cocher d’Hector, tué par Patrocle (Ili., XVI, 726-745) |
| Chersidamas |             | •                  |          | |
| Chirodamas  |             |                    | •        | |
| Chromios    | •           | •                  | •        | Prisonnier de Diomède (Ili., V, 159), tué par Ajax (Fab., 113) |
| Chrysolaos  |             |                    | •        | |
| Clonios     |             | •                  |          | |
| Déiopitès   |             | •                  | •        | |
| Déiphobe    | •           | • Hécube           | • Hécube | Blessé par Mérion (Ili., XIII, 516-539), tué par Ménélas (Epi., V, 22)(Fab., 113) |
| Démocoon    | •           | •                  |          | Tué par Ulysse (Ili., IV, 494-504) |
| Dios        | •           |                    | •        | |
| Dolon       |             |                    | •        | Tué par Diomède (Fab., 113) |
| Doryclos    | •           | •                  | •        | Tué par Ajax (Ili., XI, 489) |
| Dryops      | •           | •                  | •        | Tué par Achille (Ili., XX, 455) |
| Échemmon    | •           | •                  |          | Prisonnier de Diomède (Ili., V, 159) |
| Échéphron   |             | •                  |          | |
| Égéon       |             | •                  |          | |
| Ésaque      |             | • Arisbé           |          | |
| Évagoras    |             | •                  | •        | |
| Évandre     |             | •                  | •        | |
| Glaucos     |             | •                  |          | |
| Gorgythion  | • Castanire | •                  | •        | Tué par Teucros (Ili., VIII, 302) |
| Hector      | • Hécube    | • Hécube           | •        | Dans l’Iliade tue vingt-huit guerriers grecs, dont Patrocle (Ili., XVI, 820) ; tué par Achille (Ili., XXII, 317-370) |
| Hélénos     | • Hécube    | • Hécube           | •        | Blessé par Ménélas (Ili., XIII, 581-600), capturé par les Grecs, il leur révèle les oracles permettant la chute de Troie (Epi., V, 9-10) |
| Héro        |             |                    | •        | |
| Hippase     |             |                    | •        | |
| Hippodamas  |             | •                  |          | |
| Hippothoos  | •           | •                  | •        | |
| Hipponoos   |             | • Hécube           |          | |
| Hypérion    |             | •                  |          | |
| Hypérochos  |             | •                  | •        | |
| Idoménée    |             | •                  |          | |
| Ilagos      |             | •                  |          | |
| Isos        | •           |                    |          | Prisonnier d’Achille et libéré contre rançon, tué par Agamemnon (Ili., XI, 101-120) |
| Laodocos    |             | •                  |          | |
| Lycaon      | • Laothoé   | •                  |          | Capturé par Achille et vendu comme esclave, il parviendra à s’échapper (Ili., XXI, 34-41), tué par Achille (Ili., XXI, 110-138) |
| Lysidès     |             |                    | •        | |
| Lysithoos   |             | •                  |          | |
| Mélanippos  |             | •                  |          | |
| Mestor      | •           | •                  | •        | Mort au cours de la guerre (Ili., XXIV, 255) ; tué par Achille (Epi., III, 32,S) |
| Mylios      |             | •                  |          | |
| Néréis      |             |                    | •        | |
| Palémon     |             |                    | •        | |
| Pammon      | •           | • Hécube           |          | |
| Pâris       | • Hécube    | • Hécube           | • Hécube | Blesse Diomède (Ili., XI, 369-392), Hector prophétise qu’il tuera Achille (Ili., XXII, 360), tué par Philoctète (Bib., III, 12,6) |
| Philémon    |             | •                  |          | |
| Politès     | •           | • Hécube           | •        | Sauve son frère Déiphobe (Ili., XIII, 533-539) |
| Polydore    | • Laothoé   | • Hécube           | • Hécube | Habile à la course, alors plus jeune des fils de Priam qui l'interdit pourtant de combattre mais est tué par Achille par un coup de lance dans le dos traversant le tronc jusqu'au nombril et déversant ses entrailles dans ses mains (Ili., XX, 407-420) ; ou, selon une autre version, il est sauvé par sa sœur Iliona (Fab., 109) ; ou encore il est tué par le roi thrace Polymnestor après la guerre de Troie pour accaparer son héritage (Met. XIII, 429-438) |
| Polymédon   |             | •                  |          | |
| Pronéos     |             |                    | •        | |
| Protodamas  |             |                    | •        | |
| Polymélos   |             |                    | •        | |
| Télestas    |             | •                  |          | |
| Troïlos     | •           | • Hécube (Apollon) | •        | Mort au cours de la guerre (Ili., XXIV, 257), Achille lui tend un piège et le tue (Epi., III, 32,S) |

|                       | Homère   | Apollodore | Hygin    | Commentaires et Destin pendant la guerre de Troie |
| --------------------- | -------- | ---------- | -------- | --- |
| Aristodémé            |          | •          |          | |
| Cassandre (Alexandra) | • Hécube | • Hécube   | • Hécube | Personnage qui inspire beaucoup les poètes ; Apollon tombe amoureux d'elle mais elle le rejette sans qu'il lui ait déjà donné le don de prophétie (Bib., III, 12.5) ; violée par Ajax le Petit (Epi., V, 22) ; emmenée par Agamemnon comme esclave et tuée par sa femme Clytemnestre (Ody., XI, 421-426) |
| Créuse                |          | • Hécube   | •        | Histoires variantes : notamment perdue lors de son évasion avec Enée selon Virgile (Ene. II, 730-795) |
| Iliona                |          |            | •        | Elle protège son très jeune frère Polydore : sous la pression grecque, son mari, le roi thrace Polymnestor, pense le tuer mais au lieu de cela, trompé par Iliona, il met à mort son propre enfant qu'il avait eu d'elle. Polymnestor fut tué par Polydore (Fab., 109)                                   |
| Laodicé               | • Hécube | • Hécube   | •        | La plus belle fille de Priam, engloutie dans un ravin aux yeux de tous (Epi., V, 25) |
| Lysimaché             |          | •          |          | |
| Médésicaste           |          | •          |          | Fille illégitime selon Homère, elle perd son mari tué par Ajax (Ili., XIII, 170) ; à ne pas confondre avec sa tante aussi nommée ainsi. |
| Méduse                |          | •          | •        | |
| Polyxène              |          | • Hécube   | •        | Égorgée sur la tombe d’Achille (Epi., V, 23) (Fab., 110) |

Dictys de Crète suggère une autre fille Astyoché qui épouse Télèphe, bien qu'elle soit plus souvent considérée par d'autres comme sa sœur et donc la fille de Laomédon,,,,.

## Dans la culture

### Cinéma
- 2004 : Troie : joué par Peter O'Toole
- 1967 : La Reine des Vikings : joué par Wilfrid Lawson
- 1961 : La Guerre de Troie : joué par Carlo Tamberlani
- 1956 : Hélène de Troie : joué par Cedric Hardwicke
- 1924 : Hélène de Troie : joué par Albert Steinrück

### Télévision
- 2018 : Troie : La Chute d'une cité joué par David Threlfall
- 2003 : Hélène de Troie : joué par  John Rhys-Davies
- 1981 : La Guerre de Troie n'aura pas lieu : joué par Paul-Émile Deiber
- 1967 : La Guerre de Troie n'aura pas lieu : joué par Henri Nassiet
- 1965 : Doctor Who : joué par Max Adrian

### Théâtre
- 1981 : Troilus & Cressida : joué par Esmond Knight
- 1962 : King Priam : joué par Forbes Robinson
- 1863 : Les Troyens : d'Hector Berlioz

### Littérature
- 2009 : Une rançon de David Malouf

### Peinture
- La Mort de Priam d'Andrea Celesti (1706)

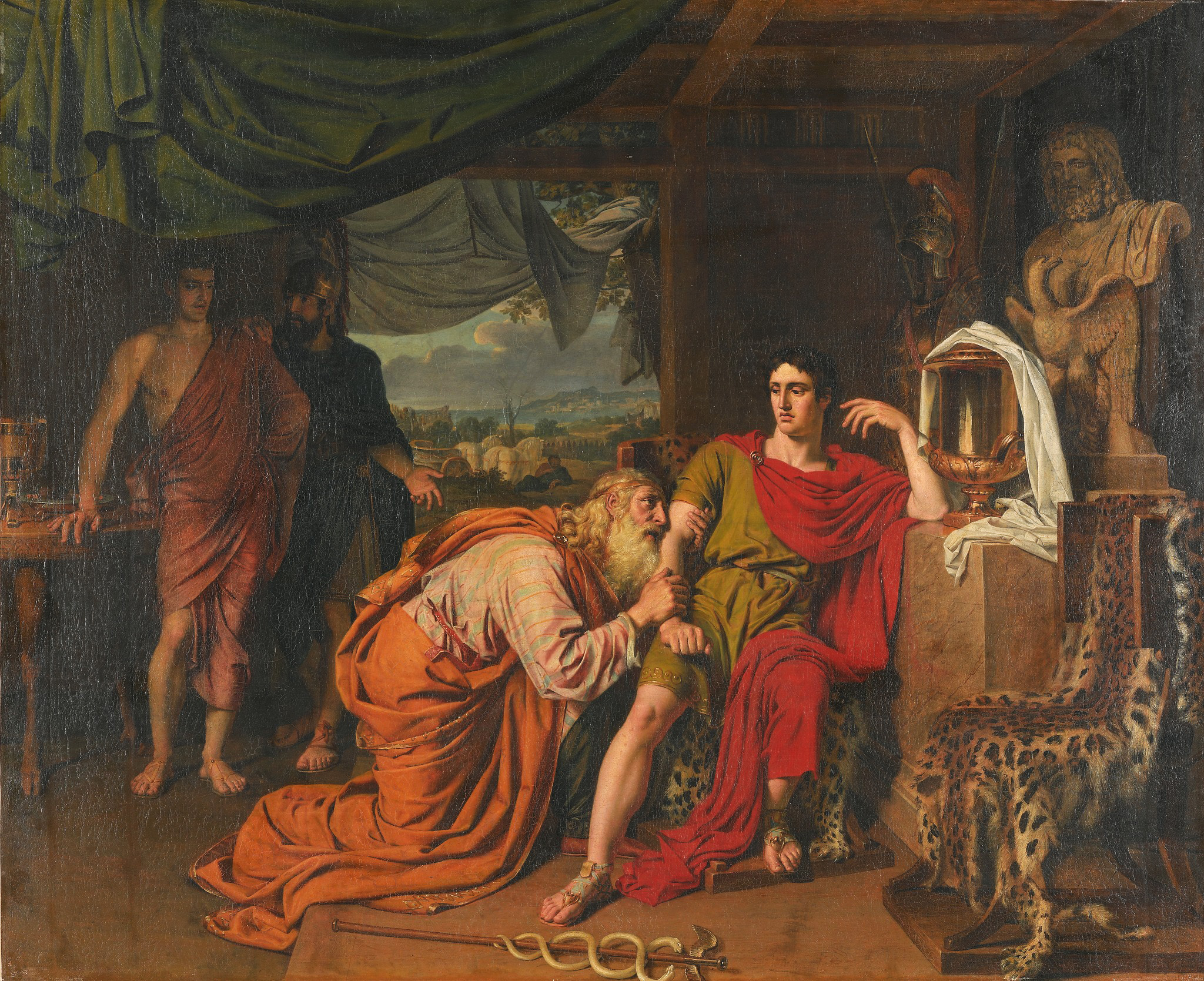
Priam suppliant Achille de lui rendre le corps d'Hector (Alexandre Ivanov)

- La Mort de Priam de Tadeusz Kuntze (1756)
- La Mort de Priam de Jean-Baptiste Regnault (1785)
- Priam et Hécube confient Pâris au berger Agélaos de Vincenzo Camuccini
- Priam aux pieds d'Achille de Jérôme-Martin Langlois (1809)
- La Mort de Priam de  Pierre-Narcisse Guérin (1817)
- Priam suppliant Achille de lui rendre le corps d'Hector d'Alexandre Ivanov (1824)
- Priam suppliant Achille de lui rendre le corps d'Hector d'Alexeï Markov (1824)
- La Mort de Priam de Jules Lefebvre (1861)
- La Mort de Priam d'Alexandre-Louis Leloir (1861)
- La Mort de Priam de Léon Perrault (1861)
- Priam aux pieds d'Achille de Jules Bastien-Lepage (1876)
- Priam aux pieds d'Achille de Théobald Chartran (1876)
- Priam aux pieds d'Achille d'Eugène Carrière (1876)